# Знаменка (Гур'євський міський округ)
Знаменка (рос. Знаменка) — селище Гур'євського міського округу, Калінінградської області Росії. Входить до складу Добринського сільського поселення.
Населення —  21 особа (2015 рік). 

## Населення
| 2002 | 2010 |
| ---- | ---- |
| 28   | ↘21  |